# REALbasic

Mac中使用Realbasic的畫面

Linux中使用REALbasic的畫面

Windows XP中使用REALbasic的畫面

REALbasic又名Real Studio是一個基於BASIC語言的編程語言及跨平臺開發工具，由REAL Software, Inc.的Andrew Barry于1997年6月12日于官方網站公佈，原名「CrossBASIC」。REALbasic能够在Windows、Mac及Linux這三种操作系統上运行，并能生成本机代码，即原生的应用程序。此外，还能生成Web程序，并将支持iOS等移动平台。由于除了兼容部分BASIC语言的语法之外，这款开发工具已经与过气的老式BASIC语言渐行渐远，因此于2013年的第一个发行版开始产品名称、企业名称均更名为Xojo（音近"啁啾"）。

## REALbasic的特徵
以下是REALbasic的一些特徵。

### 正面
- 是一款快速开发环境，提供了对多平台API和界面功能的包装
- 为所有平台编译CPU可直接执行的原生指令碼，不需要任何直譯器、虚拟机使得运行时执行速度较慢。
- REALbasic是一個完全根據事件驅動程式設計設計的面向对象程序设计式編程語言。
- REALbasic是一個不必運行庫而可製作軟件的编译器。
- 和Perl一樣的方式——正则表达式的方法尋找文字列。
- 不必學會Macintosh Toolbox也可操作。
- 比較適合／擅長于多媒體軟件的開發。
- 參照計數器方式的垃圾回收。
- 完全支持Unicode。
- 備有通訊簿（只限Mac）。
- 支持QuickTime（只限Windows及Mac）。
- 有聲。
- 支持3D設計。
- 支持HTTP、POP3、SMTP、XML及SOAP。
- SSL（只限專業版）
- 備有字典。
- 備有Visual Basic的數據兼容性。
- 可以製造有插件的軟件。

### 反面
- 所生成的应用程序由于包含了支持库，尺寸较大，需要很多容量，在90年代和21实际初曾是一个较大的弊端，不过随着网络速度和磁盘容量都迅速增加，随便一个软件都要上10M的今天，此问题并不明显。
- 由于付费开发工具行业目前已经衰落，该公司的资源相对有限，有些Bug的修复需要较长时间，添加了较大新功能或做了大改动的一些版本不是特别稳定。

## 技能
- 雖然可以不必學通常在Mac中學習編程語言時需要學的Macintosh Toolbox也可以製造軟件，但是不能製造比較複雜的軟件。因此，爲了滿足這些需要開發較爲複雜的軟件的人而可以製造有插件及有3D圖像／動畫的軟件。

## 評價
被稱爲「Mac中的Visual Basic」。

## 外部連結
- Xojo, Inc.（页面存档备份，存于），Xojo官方中文网站。
- Xojo中文用户事务部门，Xojo中文事务页面
- Really Basic REALbasic，用來對初學者介紹學習Real Basic的簡易度。
- REALbasic的開發者雜誌官方網站（页面存档备份，存于）
- RB圖書館（页面存档备份，存于），公開一些代原碼等。
- REALDev，一個Wiki型的開發／討論及資料庫。
- RBDevZone，給高級／專業的編程員的討論。
- declareSub.com（页面存档备份，存于），公開一些代源碼等資料。
- 召苏博客 - Xojo频道一些Xojo相关咨询